# Tenuitarsus sudanicus
Tenuitarsus sudanicus är en insektsart som beskrevs av Kevan, D.K.M. 1953. Tenuitarsus sudanicus ingår i släktet Tenuitarsus och familjen Pyrgomorphidae. Inga underarter finns listade i Catalogue of Life.